# Cheekha Dar
Cheekha Dar (česky černý stan[zdroj?]) je kurdský název pro nejvyšší vrchol Iráku. Nachází se v severovýchodní části země, v oblasti Kurdistánu, na hranicích s Íránem a měří 3 611 metrů. Tuto výšku potvrdila horolezecká expedice v březnu roku 2011. Původně byla za nejvyšší horu Iráku považovaná Halgurd, která dosahuje výšky 3607 m n. m. Na vrcholovém plató nejvyššího vrcholu se v současnosti nachází stanoviště íránské milice, která opouští pozice, když napadne sníh, proto není jednoduché kdykoliv na vrchol vystoupit[zdroj?]. V okolí hory se také pohybují kurdští povstalci a pašeráci zboží. Poslední zaznamenaný výstup je z listopadu 2018 slovenskou expedicí na čele s dobrodruhem Petrem Gregorem a v prosinci 2021 českým cestovatelem Miroslavem Dankem.